# الفريقة (عظم)

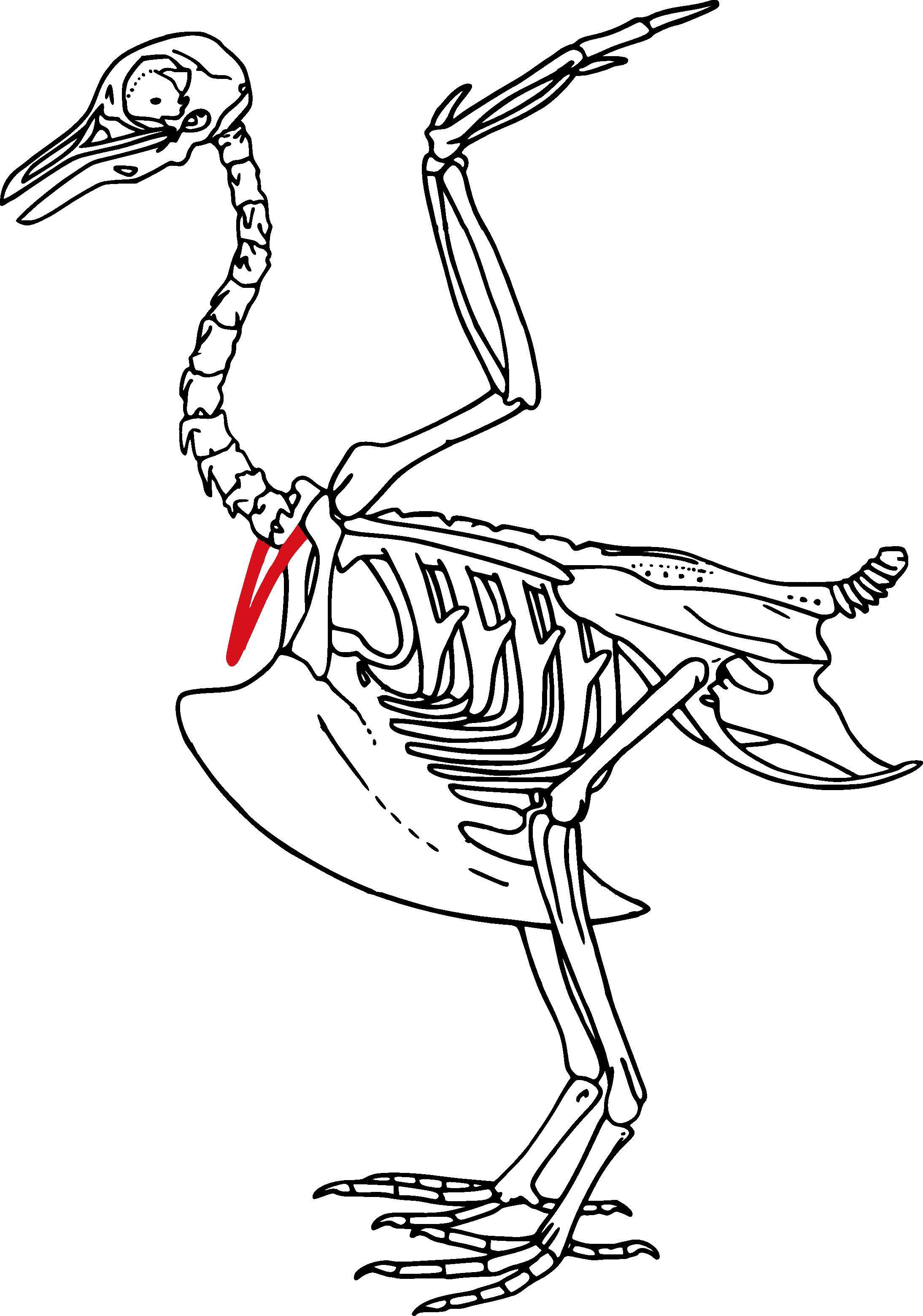
الفريقة تظهر باللون الأحمر

الفريقة أو جهاز قفز مشقوق أو زائدة متفرعة أو زائدة إسترنية صدرية (بالإنجليزية: Furcula)‏ هو عظم مفروق يوجد لدى الطيور وبعض الديناصورات، والفريقة نتيجة لالتحام عظمي الترقوة.